# Fruttero & Lucentini

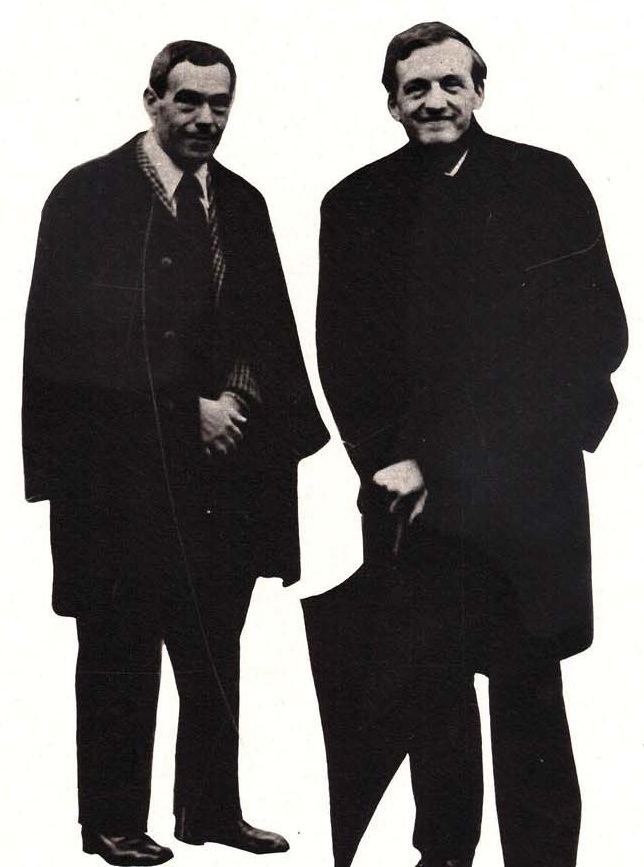
Carlo Fruttero (a destra) e Franco Lucentini (a sinistra)

Fruttero & Lucentini, spesso abbreviato in F&L, fu un sodalizio letterario italiano tra i due scrittori e traduttori Carlo Fruttero e Franco Lucentini, che ha prodotto numerose opere, diverse delle quali, in particolare quelle a sfondo poliziesco, furono anche adattate per cinema e televisione.
Oltre alle opere originali, Fruttero & Lucentini hanno anche tradotto e adattato lavori di autori stranieri nonché prodotto soggetti e sceneggiature su opere già esistenti.

## Storia
I due hanno firmato collaborazioni giornalistiche, traduzioni e romanzi, soprattutto gialli che hanno riscosso un certo successo. Insieme si sono occupati anche di fantascienza, dirigendo la collana Urania della Mondadori dopo l'allontanamento del fondatore della collana, Giorgio Monicelli, per più di un ventennio (1961-1986), e curando diversi volumi di antologie. La loro gestione, tuttavia, rimase controversa a causa di numerose scelte arbitrarie all'interno della serie, quali l'esclusione di autori importanti del genere in favore di altri ritenuti più commerciabili (tra cui l'esclusione di qualunque scrittore italiano), le traduzioni non all'altezza e soprattutto le pesanti censure fatte allo scopo di adattare i contenuti alla morale dell'epoca, e la riduzione del testo per farlo entrare nella normale lunghezza media del singolo volume. Vi furono molti casi clamorosi, tra cui L'occhio nel cielo di Philip K. Dick che venne ridotto di un terzo, o Fanteria dello spazio di Robert A. Heinlein che venne ridotto addirittura di circa la metà.
Hanno scritto la sceneggiatura della Pietra di Luna (1972) di Anton Giulio Majano, alcuni episodi di Processi a porte aperte (1968) di Lydia C. Ripandelli e appaiono nel documentario Il gioco del giallo (1980) di Corrado Farina.

## Opere

Fruttero & Lucentini in età matura

### Narrativa
- L'idraulico non verrà (1971-1993)
- La donna della domenica (1972)[2]
  - trad. francese di Philippe Jacottet, La femme du dimanche (1984)
- L'Italia sotto il tallone di F&L (1974)
- Il significato dell'esistenza (1975)
- A che punto è la notte (1979)[3]
- Ti trovo un po' pallida (1981)
- La cosa in sé (1982, teatro)
- Il palio delle contrade morte (1983)
  - trad. francese di Jean Claude Zancarini, Place de Sienne, côté ombre (1985)
  - trad. olandese di Patty Krone e Yond Boeke, Siena, wedren met de dood (1987)
  - trad. inglese di Gregory Dowling, Runaway Horses (2025)
- L'amante senza fissa dimora (1986)
  - trad. francese di François Rosso, L'Amant sans domicile fixe (1988)
  - trad. inglese di Gregory Dowling, The Lover of No Fixed Abode (2024)
- Il colore del destino (1987)
- La verità sul caso D. (1989)
- Enigma in luogo di mare (1991)
  - trad. francese di Gérard Pierre Hug, Ce qu'a vu le vent d'ouest (1993)
- Breve storia delle vacanze (1994)
- La morte di Cicerone. Racconto sceneggiato (1995)
- I nottambuli (a cura di Domenico Scarpa, 2002)
- I ferri del mestiere. Manuale involontario di scrittura con esercizi svolti (a cura di Domenico Scarpa, 2002)

### Raccolte di elzeviri
già pubblicati su "La Stampa":
- La prevalenza del cretino (1985)
  - trad. francese di Jean-Claude Zancarini, La Predominance du cretin (1988)
- La manutenzione del sorriso (1988)
- Il ritorno del cretino (1992)
- Il cretino in sintesi (a cura di Domenico Scarpa, 2002)
- Il cretino. Rispettabile se non esauriente trilogia sull'argomento (2012)[4]

### Antologie e curatele
- Storie di fantasmi. Antologia di racconti anglosassoni del soprannaturale (1960)[5]
- Il secondo libro della fantascienza (1961)[6]
- La verità sul caso Smith. Antologia della nuova narrativa americana (1963)
- Quaranta storie americane di guerra da Fort Sumter a Hiroshima (1964), poi come Storie americane di guerra (1991)
- L'ombra del 2000. Romanzi e racconti di fantascienza (1965)
- Diari di guerra delle SS (1966)
- Il Dio del 36º piano. Storie del futuro prossimo (1968)
- Il libro dei nomi di battesimo (1969)
- La vera storia di Bonnie e Clyde (1969)
- La linea del fuoco (1969)[7]
- Universo a sette incognite. Antologia di capolavori della fantascienza (1972)[8]
- Il passo dell'ignoto. Un'antologia di racconti di fantascienza (1972)
- Stella a cinque mondi (1973)[9]
- Quando crollano le metropoli (1977)
- Scendendo. Romanzi e racconti di fantascienza sotterranea (1977)
- Questa notte attenti agli UFO (1978)
- Incontri coi fantaspiriti (1978)[10]
- 10 chiavi per lo spazio (1979)
- L'ora di fantascienza (1982)
- Viaggio di nozze al Louvre. Dieci storie (1982)
- Il quarto libro della fantascienza (1991)
- Íncipit. 757 inizi facili e meno facili (1993)
- Il nuovo libro dei nomi di battesimo (1996)